# Bodom gård
Bodom gård (finska: Bodomin kartano) är en herrgård i stadsdelen Bodom i Esbo stad. Gårdens historia sträcker sig till 1492. Den nuvarande huvudbyggnaden är från 1793, men stora ombyggnader har gjorts 1885 och 1929–1930. Huvudbyggnaden har fungerat som bostad under nästan hela sin existens. Master Golf Club köpte Bodom gård i början av 2000-talet. I herrgården verkar en beställningsrestaurang och sommartid Master Golfs klubbrestaurang.